# Albert Van Oppens
Alphonse Albert Van Oppens (Linkebeek, 24 februari 1915 – Ukkel, 2 april 1991) was een Belgische luchtvaartexpert en diplomaat. Hij heeft in de periode na de Tweede Wereldoorlog flink bijgedragen aan de ontwikkeling van luchtvaartmaatschappij Sabena. Voorts was hij een bekend figuur in organisaties als het International Civil Aviation Organization, Eurosa en S.A. Foundation.

## Biografie
Van Oppens studeerde rechten en journalistiek en behaalde in 1940 een graad in filosofie en literatuur aan de Université libre de Bruxelles.

### Oorlogsjaren
Bij het uitbreken van de Tweede Wereldoorlog is hij naar eigen zeggen als Belgische soldaat vanuit Duinkerke naar Engeland geëvacueerd. Zijn verloofde en haar familie zouden via dezelfde route gevlucht zijn. Van Oppens trouwde met haar in 1940 in Londen.
Hij deed vrijwilligerswerk bij de Vrije Belgische Strijdkrachten en diende in het leger als verbindingsofficier bij de British 6th Airborne Division (Holland en de Ardennen) en bij het American 3rd Army (Beieren).

### Na de oorlog
Na de bevrijding in september 1944 bleef Van Oppens samen met zijn vrouw en drie kinderen, Serge (1943–2024), Nicole en Guy (1948), in Londen. Daar werd hij in 1946 sportjournalist bij de Belgische krant Le Soir, waarvoor hij dagelijks reportages schreef. In 1948 begon hij een carrière bij Sabena, waarvoor hij tot 1953 verschillende functies vervulde in het Verenigd Koninkrijk en Ierland. Tussentijds, omstreeks 1950, keerden zijn vrouw en kinderen terug naar België.
Van Oppens zelf verhuisde in 1953 naar Johannesburg. Zijn huwelijk strandde in 1958 onder druk van zijn werk en een zwak voor vrouwen. Hij was tot 1968 algemeen directeur voor Sabena in Zuid-Afrika. In deze periode bleef hij ook als freelance correspondent actief voor Le Soir en diende hij als ereconsul voor Spanje in Johannesburg. Hij trouwde er met de Zuid-Afrikaanse Olga Lehmann, met wie hij drie dochters kreeg. In 1967 stond hij aan het hoofd van de Belgian National Tourist Office in Johannesburg, dat geopend werd vanwege de toen groeiende toerisme tussen Europa en Zuid-Afrika.
In 1969 ging hij voor Sabena aan de slag in het Verre Oosten en verhuisde hij met zijn Zuid-Afrikaanse gezin naar Tokio. Daar leerde hij de Japanse televisiepresentatrice en kunstenares Kuniko Matsutoya (1938–2010) kennen, die zijn minnares werd. Via haar contacten bij de televisie vergaarde Van Oppens zoon Serge enige roem als muzikant in Japan.
In de eerste helft van de jaren 1970 was Van Oppens secretaris van de Belgisch-Amerikaanse Kamer van Koophandel en redacteur van het gelieerde tijdschrift. Hierna ging hij verder als luchtvaartexpert bij de International Civil Aviation Organization in Afrika.
In het begin van de jaren 80 was Van Oppens algemeen secretaris van het toenmalige Eurosa, een pro-apartheidsorganisatie in West-Europa die werd gefinancierd door de Zuid-Afrikaanse regering. Hij was in die periode tevens lid van de raad van toezicht van de South Africa Foundation, het huidige Business Leadership South Africa.
Albert Van Oppens stierf in 1991 in het Vlaamse Ukkel, 76 jaar oud.

## Sabena
Van Oppens begon als commercieel directeur bij luchtvaartmaatschappij Sabena voor het Verenigd Koninkrijk en Ierland, waar hij bijna vijf jaar aanbleef.
In 1953 werd hij benoemd tot Algemeen Directeur voor Sabena in Zuid-Afrika. In het Institut Belge te Londen wees hij op de vooravond van zijn missie op de versterking van de lijn tussen Zuid-Afrika en België die toen een reistijd van meer dan 35 uur bedroeg. Onder zijn leiding breidde Sabena haar netwerk van vluchten in Afrika aanzienlijk uit.
Een anekdote beschrijft hoe Van Oppens namens Sabena de toen net opgerichte Zuid-Afrikaanse squashclub The South African Knights uit de brand hielp door hun eerste sportieve reis ooit door Europa te sponsoren.
In de periode van 1969 tot 1973 was Van Oppens voor Sabena actief in het Verre Oosten, waar hij zich richtte op de uitbreiding van luchtvaartverbindingen in Japan en andere Aziatische landen.

## Eretekens
- Medaille van het Bevrijde Frankrijk, voor Van Oppens inspanningen voor de bevrijding van Frankrijk tijdens de Tweede Wereldoorlog.[25]
- 1962: Ridder in de Kroonorde[26], vanwege zijn verdienste voor de Afrikaanse beschaving.
- 1967: Ridder in de Leopoldsorde[27], vanwege zijn bijdragen aan de luchtvaart.[14]
- 1976: Officier in de Leopoldsorde